# Élections générales zanzibarites de janvier 1961
L'élection générale zanzibarite de janvier 1961 a été organisée pour élire la chambre des députés. Le parti Afro-Shirazi a gagné dix sièges, le Parti nationaliste de Zanzibar neuf, et le Zanzibar and Pemba People's Party trois. Les deux partis en tête se sont alors alliés avec respectivement un et deux membres du ZPPP, ce qui conduit à une égalité et à l'organisation d'une nouvelle élection cinq mois plus tard.
85 000 des 95 000 votants enregistrés ont voté.

## Résultats
| Parti                             | Votes  | %    | Sièges | +/-                    |
| --------------------------------- | ------ | ---- | ------ | ---------------------- |
| Parti Afro-Shirazi                | 36 698 | 43.2 | 10     | +5                     |
| Parti nationaliste de Zanzibar    | 32 724 | 38.5 | 9      | Première participation |
| Zanzibar and Pemba People's Party | 15 541 | 18.3 | 3      | Première participation |
| Total                             | 84 963 | 100  | 22     | +16                    |
| Source : Nohlen et al             |        |      |        |                        |